# Panaxia tkatshukovi
Panaxia tkatshukovi là một loài bướm đêm thuộc phân họ Arctiinae, họ Erebidae.